# Od103
Od103 – parowóz osobowy produkcji szwajcarskiej wzorowany na pruskiej serii P4, bardzo podobny do parowozu Od 102.  Po I wojnie światowej PKP posiadała 5 parowozów tego typu, po II wojnie światowej ostał się tylko jeden parowóz tej serii. 